# Gilbertsville (Nova York)
Gilbertsville és una població dels Estats Units a l'estat de Nova York. Segons el cens del 2000 tenia 375 habitants.

## Demografia
Segons el cens del 2000, Gilbertsville tenia 375 habitants, 164 habitatges, i 103 famílies. La densitat de població era de 144,8 habitants/km².
Dels 164 habitatges en un 25% hi vivien nens de menys de 18 anys, en un 51,8% hi vivien parelles casades, en un 9,1% dones solteres, i en un 36,6% no eren unitats familiars. En el 31,7% dels habitatges hi vivien persones soles el 20,1% de les quals corresponia a persones de 65 anys o més que vivien soles. El nombre mitjà de persones vivint en cada habitatge era de 2,27 i el nombre mitjà de persones que vivien en cada família era de 2,88.
Per edats la població es repartia de la següent manera: un 24,3% tenia menys de 18 anys, un 4,8% entre 18 i 24, un 23,7% entre 25 i 44, un 23,2% de 45 a 60 i un 24% 65 anys o més.
L'edat mediana era de 43 anys. Per cada 100 dones de 18 o més anys hi havia 72,1 homes.
La renda mediana per habitatge era de 39.000 $ i la renda mediana per família de 46.667 $. Els homes tenien una renda mediana de 33.750 $ mentre que les dones 26.500 $. La renda per capita de la població era de 19.119 $. Entorn del 3,2% de les famílies i el 5,8% de la població estaven per davall del llindar de pobresa.